# サッソフェルトリオ
サッソフェルトリオ（伊: Sassofeltrio）は、イタリア共和国エミリア＝ロマーニャ州リミニ県にある、人口約1,400人の基礎自治体（コムーネ）。
2021年6月17日にモンテコピオーロと共に、マルケ州ペーザロ・エ・ウルビーノ県から移管された。

## 地理

### 位置・広がり
リミニ県のコムーネ。ウルビーノから北北西へ21km、ペーザロから西へ33kmの距離にある。

#### 隣接コムーネ
隣接するコムーネは以下の通り。括弧内のRSMはサンマリノ共和国、PUはペーザロ・エ・ウルビーノ県所属を示す。
- キエザヌオーヴァ (RSM)
- ファエターノ (RSM)
- フィオレンティーノ (RSM)
- ジェンマーノ
- メルカティーノ・コンカ (PU)
- モンテジャルディーノ (RSM)
- モンテ・グリマーノ・テルメ (PU)
- モンテスクード＝モンテ・コロンボ
- サン・レーオ
- ヴェルッキオ

### 気候分類・地震分類
サッソフェルトリオにおけるイタリアの気候分類 (it) および度日は、zona E, 2365 GGである。
また、イタリアの地震リスク階級 (it) では、zona 2 (sismicità media) に分類される。

## 行政

### 分離集落
サッソフェルトリオには、以下の分離集落（フラツィオーネ）がある。
- Ca' Miccio, Fratte, Gesso

## 姉妹都市
- カデルツォーネ・テルメ、イタリア